# 察度
察度（さっと、1321年（至治元年） - 1395年11月17日（洪武28年10月5日））は琉球の国王の一人。三国統一以前で初代中山王を名乗る。現在の宜野湾市の出身だという。宜野湾市の偉人の一人。神号は、大真物（うふまもの）。

## 概要
伝承では浦添間切謝名の奥間大親と伝説上の天女である飛衣（羽衣）の子とされる。生まれた家は極めて貧しかったが、当時強勢を誇っていた勝連按司の娘を娶ったことにより家運を起こした。中山南北二山（南部の南山、北部の北山）との軋轢が甚だしい中、牧港にて日本の商船より鉄塊を買い取り、農民に農具を与えて農民に助けたことから、浦添按司として人望を集めた。
英祖王統の西威崩御後、その信望の厚さから推され、1350年に中山王となった。即位後は、南北二山に対峙するため、経済的基礎を固めるための大改革を行う。貿易館や公倉となる御物城を設置し、ルソン島、ジャワ島、スマトラなど東南アジアと貿易し、明や高麗とも交易を開始した。
1372年、明の洪武帝が楊載を招諭使として使わす。それに応じ、弟の泰期を朝貢の使者として送り、表を奉り臣を称し、貢物を献上している。このようにして明との交流が開始されたが、北山及び南山も明に使節を送り、中山・山南・山北の王として冊封されている。このとき、英祖王統の残党勢力といえる読谷山按司、山北王国（北山王国ともいう）、山南王国（南山王国とも言う）の間で争いは絶えなかったが、冊封体制の中での三山時代が確定されることとなった。
なお朝鮮半島の『高麗史』、『李朝実録』などによれば、1389年に察度王が通交（朝鮮側からは「朝貢」としている）の使者として玉之を遣わし、高麗に代わった李氏朝鮮へも同じく1392年から使者を送っている。この際、倭寇に捕らえられて来た朝鮮人を本国に送還するとともに幾許かの進物（硫黄、材木、胡椒、ベッコウなど）を献じたとある。また1394年には、朝鮮へ逃亡したという山南王子承察度の送還を求めたことが知られる。
また同時期には宮古・八重山からの入貢もこの時期行われるようになった。1390年、宮古の与那覇勢頭豊見親は島内統一の際の後見を期待して入貢している。
なお彼の治世に、北元3代皇帝トグス・テムルの次男ディボヌ（地保奴）が明の洪武帝によって琉球に配流されたことが、『明史』や『球陽記事』に記されている（ディボヌのその後は、伝わっていない）。

## 系譜
- 父：奥間大親
- 母：天女（伝説*弁財天の化身）
- 姉：名前不伝
- 弟：泰期（小禄城主、後に天願按司）
- 弟：天久按司
- 弟：安谷屋思加那志
- 妃：眞鍋樽（勝連按司二世の娘）
  - 世子：武寧
  - 次男：崎山子（崎山里主）
  - 長女：天茶添按司加那志
- 子孫
- 京阿波根實基(虞氏)
- 名護親方程順則(實基の子孫)